# 方進 (成化進士)
方進，直隸人，民籍，明朝政治人物。進士出身。

## 生平
早年出身國子生，應天府鄉試第一百八名。成化十四年（1478年）戊戌科會試第三百三名，殿試登進士第三甲第二百名。授浙江臨海縣知縣。

## 家族
曾祖父方伯祥。祖父方得遠。父亲方叔賢。